# جن داکونام
جن داکونام (انگلیسی: Djené؛ زادهٔ ۳۱ دسامبر ۱۹۹۱) بازیکن فوتبال اهل توگو است.
از باشگاه‌هایی که در آن بازی کرده‌است می‌توان به باشگاه فوتبال ختافه، باشگاه فوتبال سنت ترویدنس، و باشگاه فوتبال آلکورکون اشاره کرد.
وی همچنین در تیم‌های ملی فوتبال زیر ۲۰ سال توگو و توگو بازی کرده‌است.